# Шамсудинов, Фахредин Шамсудинович
Фахредин Шамсудинович Шамсудинов (узб. Faxriddin Shamsiddinovich Shamsiddinov; 1907, Ферганская область, Российская империя — 15 ноября 1983, Фергана, Узбекская ССР, СССР) — советский узбекский государственный и партийный деятель. Первый секретарь Ферганского обкома КП Узбекистана (1965—1978). Герой Социалистического Труда (1972).

## Биография
В 1935 г. окончил Ташкентский институт инженеров ирригации и механизации сельского хозяйства. Член ВКП(б) с 1942 г.
- 1924—1929 гг. — учитель начальной школы,
- 1935—1942 гг. — инженер, начальник оросительной системы, старший инженер, начальник областного отдела водного хозяйства,
- 1942—1945 гг. — председатель исполнительного комитета районного Совета,
- 1945—1947 гг. — первый секретарь Мархаматского районного комитета КП(б) Узбекистана (Андижанская область),
- 1947—1951 гг. — министр водного хозяйства Узбекской ССР,
- 1951—1953 гг. — первый заместитель министра водного хозяйства Узбекской ССР,
- 1953—1954 гг. — заместитель заведующего Сельскохозяйственным отделом ЦК КП Узбекистана,
- 1954—1955 гг. — секретарь Ферганского областного комитета КП Узбекистана,
- 1955—1959 гг. — председатель исполнительного комитета Ферганского областного Совета,
- 1959—1960 гг. — секретарь Ферганского областного комитета КП Узбекистана,
- 1960—1963 гг. — первый секретарь Хорезмского областного комитета КП Узбекистана,
- 1963—1965 гг. — первый секретарь Сурхандарьинского областного комитета КП Узбекистана,
- 1965—1978 гг. — первый секретарь Ферганского областного комитета КП Узбекистана

Затем — начальник Управления эксплуатации Большого Ферганского канала.
Депутат Верховного Совета СССР 7-9 созыва.

## Награды и звания
Герой Социалистического Труда (1972).